# 2. Zagrebačka županijska liga
2. Zagrebačka županijska liga predstavlja 8. stupanj nogometnih natjecanja u Hrvatskoj. Ligu je u 2016./17. činilo 27 klubova podijeljenih u dvije skupine, Istok i Zapad, dok je ranije bila podijeljena u tri skupine – NS Jastrebarsko Zapad, NS Vrbovec A i B. 
Prvoplasirani klubovi ulaze u viši rang – 1. Zagrebačku županijsku ligu.

## Prvaci
| sezona    | rang | skupina | klubova | pobjednik                   |
| --------- | ---- | ------- | ------- | --------------------------- |
| 2017./18. | VII. | Istok   | 16      | Naftaš Ivanić (Ivanić-Grad) |
| 2017./18. | VII. | Zapad   | 9       | Croatia Pojatno             |
| 2016./17. | VII. | Istok   | 15      | Kloštar (Kloštar Ivanić)    |
| 2016./17. | VII. | Zapad   | 12      | Tigar Rakitje               |
| 2015./16. | VII. | Istok   | 15      | Zvekovac                    |
| 2015./16. | VII. | Zapad   | 14      | Rakov Potok                 |
| 2014./15. | VII. | Istok A | 8       | Turopolje                   |
| 2014./15. | VII. | Istok B | 7       | Gaj                         |
| 2014./15. | VII. | Zapad   | 15      | Croatia Pojatno             |
| 2013./14. | VI.  | Istok A | 8       | Turopoljac Kuče             |
| 2013./14. | VI.  | Istok B | 9       | Dubrava                     |
| 2013./14. | VI.  | Zapad   | 16      | Kupinec                     |
| 2012./13. | VI.  | Istok A | 8       | Meštrica Gornja Lomnica     |
| 2012./13. | VI.  | Istok B | 7       | Graničar Tučenik            |
| 2012./13. | VI.  | Zapad   | 15      | Dinamo (Okić – Kozlikovo)   |

Kategorija:Sezone šestog ranga HNL-a 

Kategorija:Sezone sedmog ranga HNL-a

## Poveznice
- Nogometni savez Zagrebačke županije
- Nogometno središte Jastrebarsko
- Nogometno središte Vrbovec
- Premier liga NS Zagrebačke županije
- 1. ŽNL Zagrebačka
- Kup Nogometnog saveza Zagrebačke županije